# Sztutowo
Sztutowo (kaszb. Sztutowò, niem. Stutthof) – wieś położona w województwie pomorskim, w powiecie nowodworskim, w gminie Sztutowo na obszarze Żuław Wiślanych przy drodze wojewódzkiej nr 501. Wieś jest siedzibą sołectwa Sztutowo, w którego skład wchodzi również miejscowość Grochowo Drugie.
Miejscowość jest siedzibą gminy Sztutowo. Pomiędzy Sztutowem a Kątami Rybackimi znajduje się rezerwat kormoranów czarnych. Wieś jest ośrodkiem wczasowym i krajoznawczym.
Wieś należąca do Mierzei Wiślanej terytorium miasta Gdańska położona była w drugiej połowie XVI wieku w województwie pomorskim. W latach 1975–1998 miejscowość położona była w województwie elbląskim.
Na terenie miejscowości znajduje się rzymskokatolicka parafia św. Wojciecha. Jej świątynią jest dawny kościół baptystyczny wzniesiony w latach 1860–1878.

## Położenie
Sztutowo leży na północnym skraju Żuław Wiślanych, nad Zatoką Gdańską i Wisłą Królewiecką.

## Historia

### Pierwsze informacje
W rejonie Sztutowa znaleziono szczątki ceramiki świadczącej o osadnictwie w okresie neolitu (młodsza epoka kamienia, epoka kamienia gładzonego, występująca na terenie Polski ok. 4500 lat p.n.e.). W okresie wczesnego średniowiecza (koniec V do końca X w.) rejon ten należał do książąt wschodniopomorskich. W pobliżu zaś na Mierzei Wiślanej przebiegała granica z pruskim plemieniem Warmów.
      W 1248 r. w wyniku zawartego układu z księciem Świętopełkiem teren ten wszedł w posiadanie Krzyżaków. 18 maja 1282 r. w Miliczu pod naciskiem legata papieskiego Filipa z Fermo książę Mściwój II został zmuszony do przekazania rejonu Sztutowa. Ostatnią władczynią, przed przejęciem tego rejonu przez zakon krzyżacki, była księżna Salomea Kujawska córka Sambora II z Tczewa. Na niej to Krzyżacy wymusili zrzeczenie się praw do posiadanych dóbr, wypłacając jej odszkodowanie w wysokości 1000 grzywien.

### Przed wiekiem XVIII
Najstarsze wzmianki o Sztutowie sięgają XV wieku. Założycielami wsi byli rycerze Zakonu Krzyżackiego, którzy ulokowali tu stadninę koni przy Czerwonym Dworze (rezydencja myśliwska), od której wzięła się germańska nazwa Stutthof. Pierwszym, wymienionym z imienia, mieszkańcem wsi był Hannos Mandri, który w dniu 21 października 1432 otrzymał przywilej prowadzenia karczmy. 
Początkowo osada należała do książąt pomorskich. W połowie XIII wieku przejęli ją Krzyżacy. W 1432 roku powstała tu karczma oraz stadnina koni dla rycerzy krzyżackich.
Po II pokoju toruńskim wieś przeszła pod administrację Gdańska. Powstał tu wówczas dwór dzierżawiony przez gdańskie rody.

### XVIII–XX w.
W 1716 roku w Sztutowie gościł car Piotr Wielki.
Własność Gdańska
Upadek Zakonu Krzyżackiego spowodowany przegraną wojną trzynastoletnią i zawarcie II Pokoju Toruńskiego w 1466 roku spowodowały zmiany właścicieli wsi. Odtąd Sztutowo należało do Gdańska – aż do 1793 roku, czyli do II rozbioru Polski. 
Lata 1466-1793 przyniosły wsi bogactwo, ale i zniszczenia wywołane wojnami Rzeczypospolitej w XVII i XVII wieku. W Sztutowie osiedliła się rodzina Schopenhauerów, z której pochodzi jeden z najbardziej rozpoznawalnych filozofów – Artur Schopenhauer. Spędzał tu wakacje nie tylko on, ale i sam car Rosji Piotr Wielki, który zanocował w Sztutowie w marcu 1726 roku, gdy zmierzał do Gdańska na spotkanie z polskim królem Augustem II. 
Ówczesne Sztutowo było dużą wsią. Wystarczy wspomnieć o 1100 mieszkańcach i 200 dzieciach uczęszczających do miejscowej szkoły.
W latach 60-tych XVIII w. w Sztutowie baptyści wznieśli swój kościół, którego budynek istnieje do dziś, nieliczni katolicy korzystali z kościoła w pobliskim Cyganku.
Miejscowość uzyskała połączenie drogą bitą w 1881 r., miała też połączenie wąskotorowe z Nowym Dworem Gdańskim.
Po II pokoju toruńskim w 1466 r. miejscowość znalazła się na ternie Prus Królewskich, a więc pod zwierzchnictwem polskim i tak było do 1772 r., kiedy to w wyniku I rozbioru Polski przeszła pod panowanie pruskie. W tym okresie odnotowywano na Mierzei wypady wojsk Prus Książęcych, których to żołnierze porywali rekrutów. Nieudany wypad odparty przez mieszkańców Sztutowa odnotowano np. w 1739 r.
Po I rozbiorze Polski Sztutowo zostało zaanektowane przez Prusy. W latach 1773–1918 Sztutowo podlegało administracji pruskiej.
Według Słownika Geograficznego Królestwa Polskiego (tom XII, wyd. 1892, dane za rok 1885) Sztutowo liczyło 2490 mieszkańców, z czego 2412 było ewangelikami, 69 katolikami, zaś 9 dysydentami. Znajdowało tu się wówczas 245 domów.
Niemieccy właściciele
Po II rozbiorze Polski Sztutowo trafiło do Królestwa Prus, a następnie do Drugiej Rzeszy Niemieckiej. Lata 1793-1919 to najbardziej dynamiczna epoka w historii wsi. Zmiany dokonywały się w każdej płaszczyźnie życia: ekonomicznej, cywilizacyjnej, społecznej i politycznej. Sztutowo na początku XX wieku liczyło ponad 2300 mieszkańców. 
Na mocy Traktatu Wersalskiego z 1920 roku gmina Stutthof znalazła się w granicach Wolnego Miasta Gdańska. Zmiana przynależności spowodowała pojawienie się posterunków granicznych, kontroli celnych oraz modyfikację dotychczasowych szlaków handlowych i powiązań gospodarczych. 
W 1905 roku wieś uzyskała połączenie kolejowe z Gdańskiem.
W latach 1920-1939 Sztutowo należało do Wolnego Miasta Gdańska, a w pobliskim Przebrnie przebiegała granica z III Rzeszą. Urzędowali tu polscy celnicy, którzy doznawali wielu prowokacji ze strony Niemców. 31 sierpnia 1939 r. celnikom udało się niespostrzeżenie opuścić placówkę na polecenie polskich władz.
Przed II Wojną Światową powstała dość spora sala widowiskowa Volkshalle, czyli Dom Ludowy oraz kino co pokazywało jak dobrze powodziło się mieszkańcom Sztutowa w tamtym okresie.
Starsze osoby miały też swoje miejsce w Domu Starców, który następnie został przebudowany na komendanturę obozu i istnieje do dziś.

### II wojna światowa
1 września 1939 Sztutowo zostało włączone do III Rzeszy.
W latach 1939–1945 znajdował się na terenie gminy niemiecki obóz koncentracyjny KL Stutthof. Był to najdłużej działający obóz koncentracyjny poza przedwojennymi granicami Niemiec. Założony został podczas kampanii wrześniowej, tuż po zajęciu Pomorza i Wolnego Miasta Gdańska. Obecnie funkcjonuje tu Muzeum Stutthof w Sztutowie.
W wyniku II wojny światowej wieś została przyłączona do Polski. Dotychczasową ludność wysiedlono do Niemiec.

### Sztutowo po wojnie
W latach 1948–1950 stacjonował tu sztab 10 batalionu Ochrony Pogranicza.

## Transport

### Transport drogowy
Przez wieś przebiega droga wojewódzka nr 501.

### Transport kolejowy
Znajdują się tu końcowa stacja Żuławskiej Kolei Dojazdowej Sztutowo oraz przystanek Sztutowo Muzeum.

### Transport wodny
Znajduje się tu przystań żeglarska na Wiśle Królewieckiej.

## Zabytki
- Muzeum „Stutthof” (dawny obóz koncentracyjny)[13]
- kościół św. Wojciecha, wybudowany w latach 1860-1878[14]
- most drogowy zwodzony na Wiśle Królewieckiej, tzw. most czterech pancernych z 1934 roku[13][15]
- stary budynek szkoły przy ul. Szkolnej 13, z lat 1864-1867[13]
- dom przy ul. Gdańskiej 31, z ok. 1901[13]

## Turystyka
Wieś jest ośrodkiem letniskowym. Znajduje się tu plaża strzeżona. Działają tu: domki turystyczne, domy wypoczynkowe i pokoje gościnne.

## Religia
Wierni kościoła rzymskokatolickiego należą do miejscowej parafii św. Wojciecha. Wieś położona jest w diecezji elbląskiej, w dekanacie Krynica Morska.

## Sport
Klub piłki nożnej mężczyzn - Bałtyk Sztutowo, obiekty sportowe znajdują się przy ul. Obozowej

W Sztutowie działa klub piłki nożnej plażowej Hemako Sztutowo.

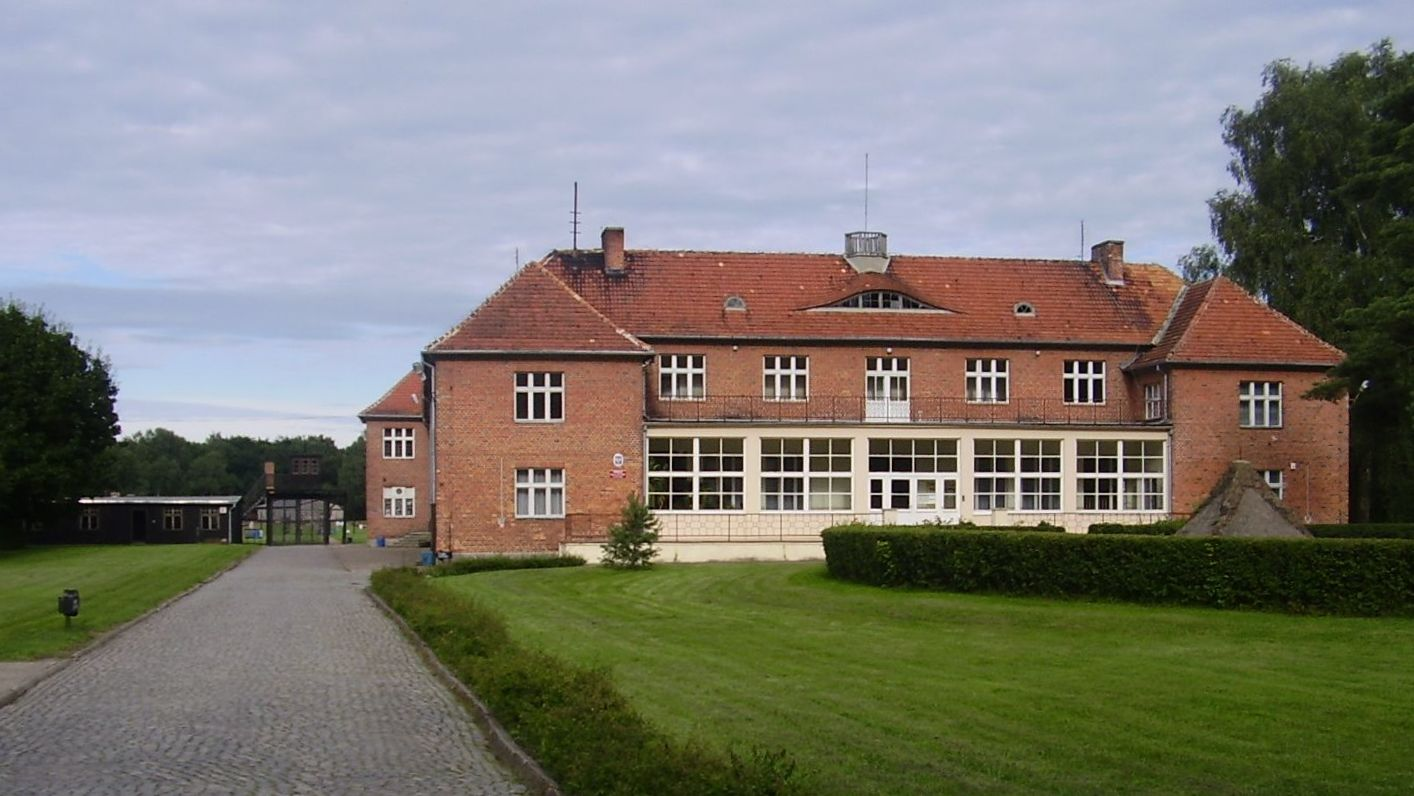
KL Stutthof

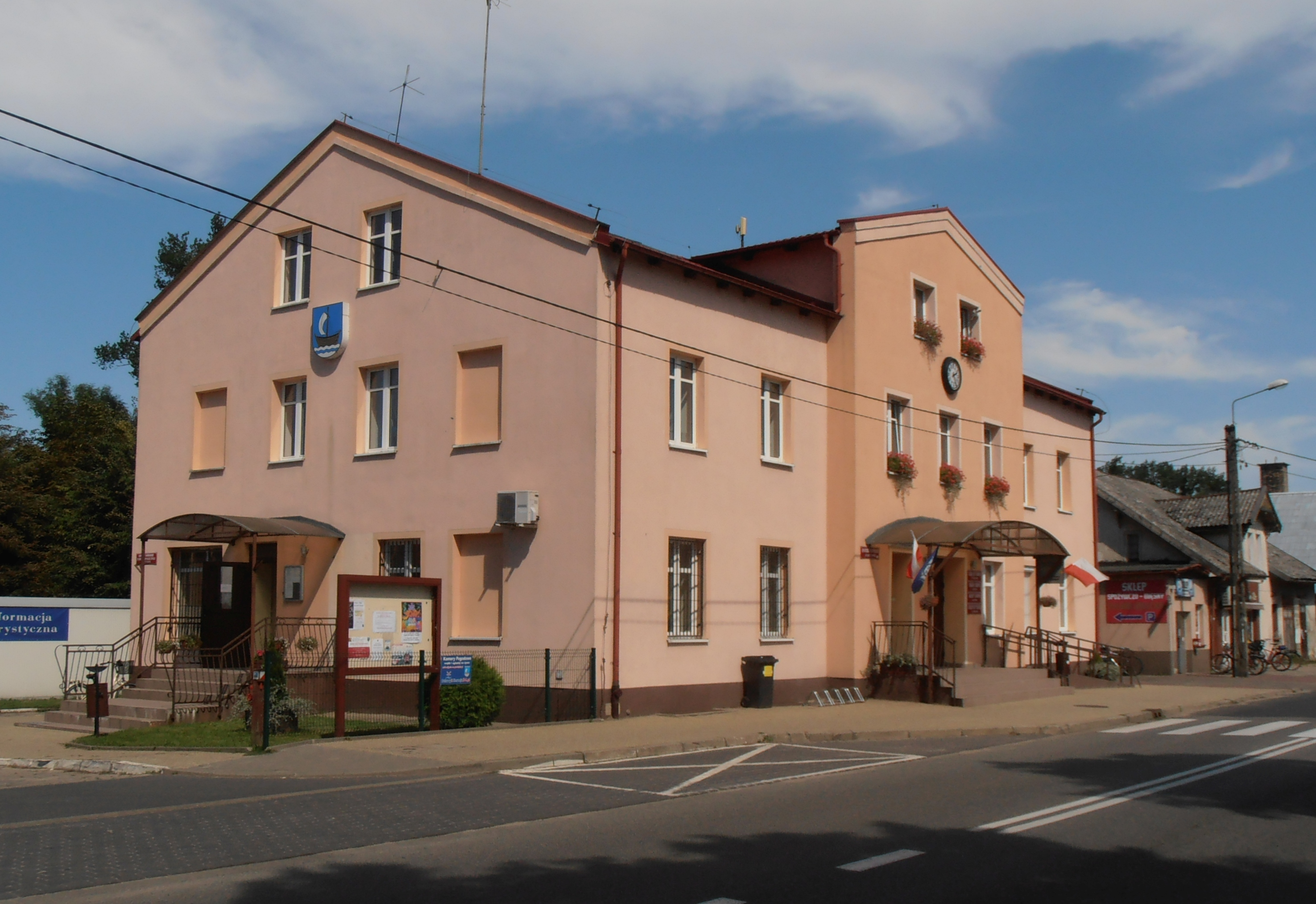
Urząd gminy

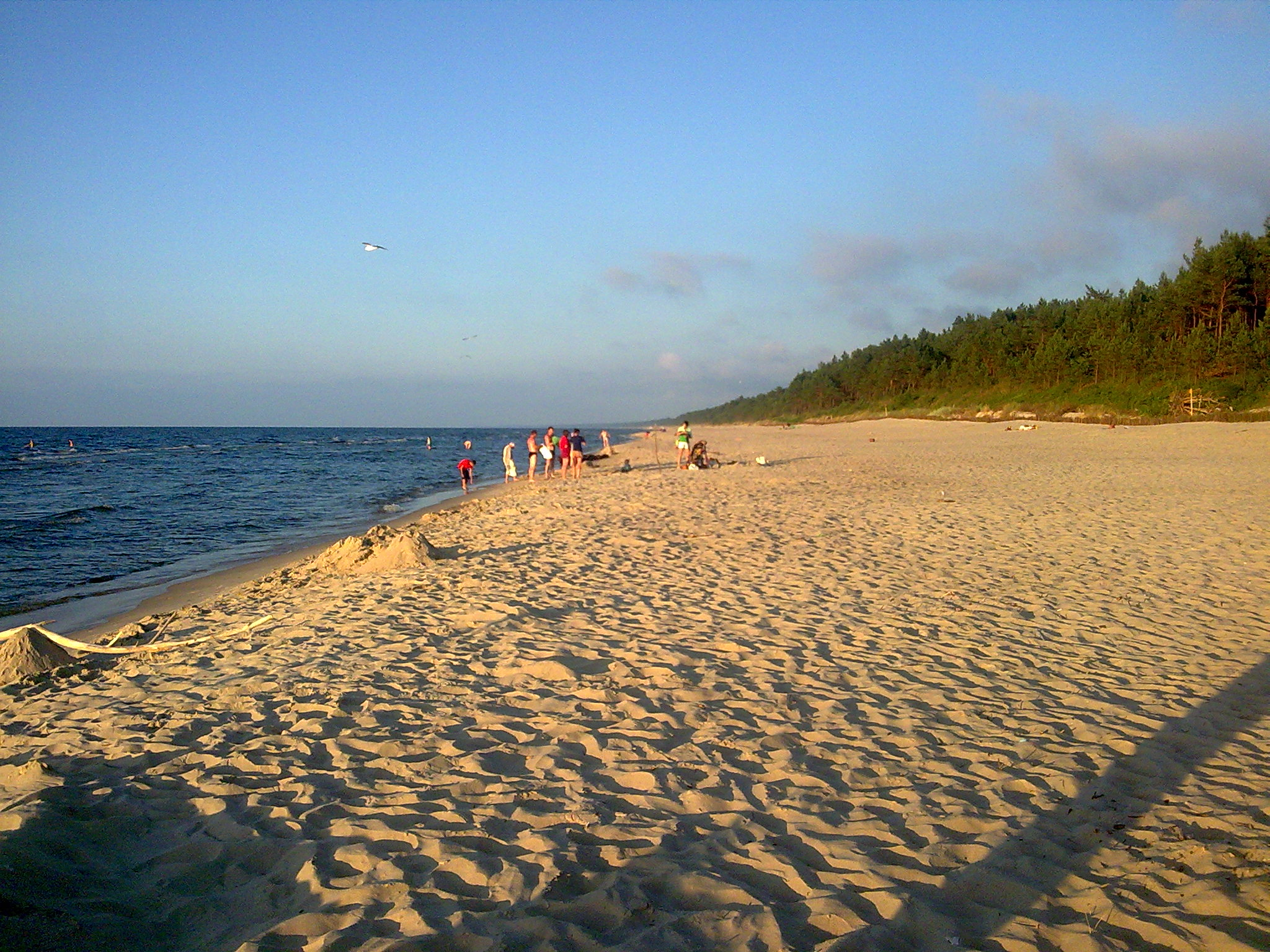
Plaża

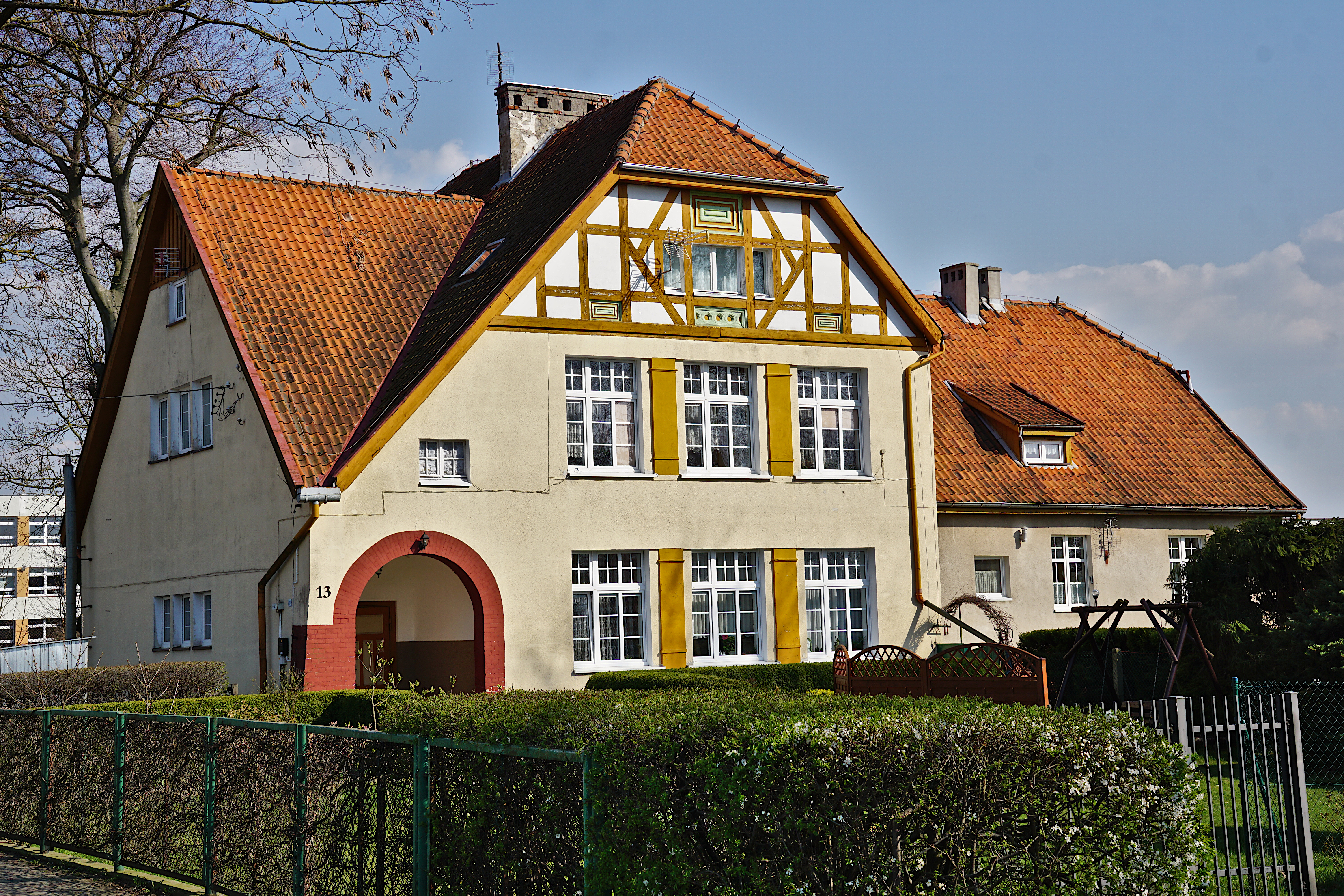
Zabytkowy stary budynek szkoły

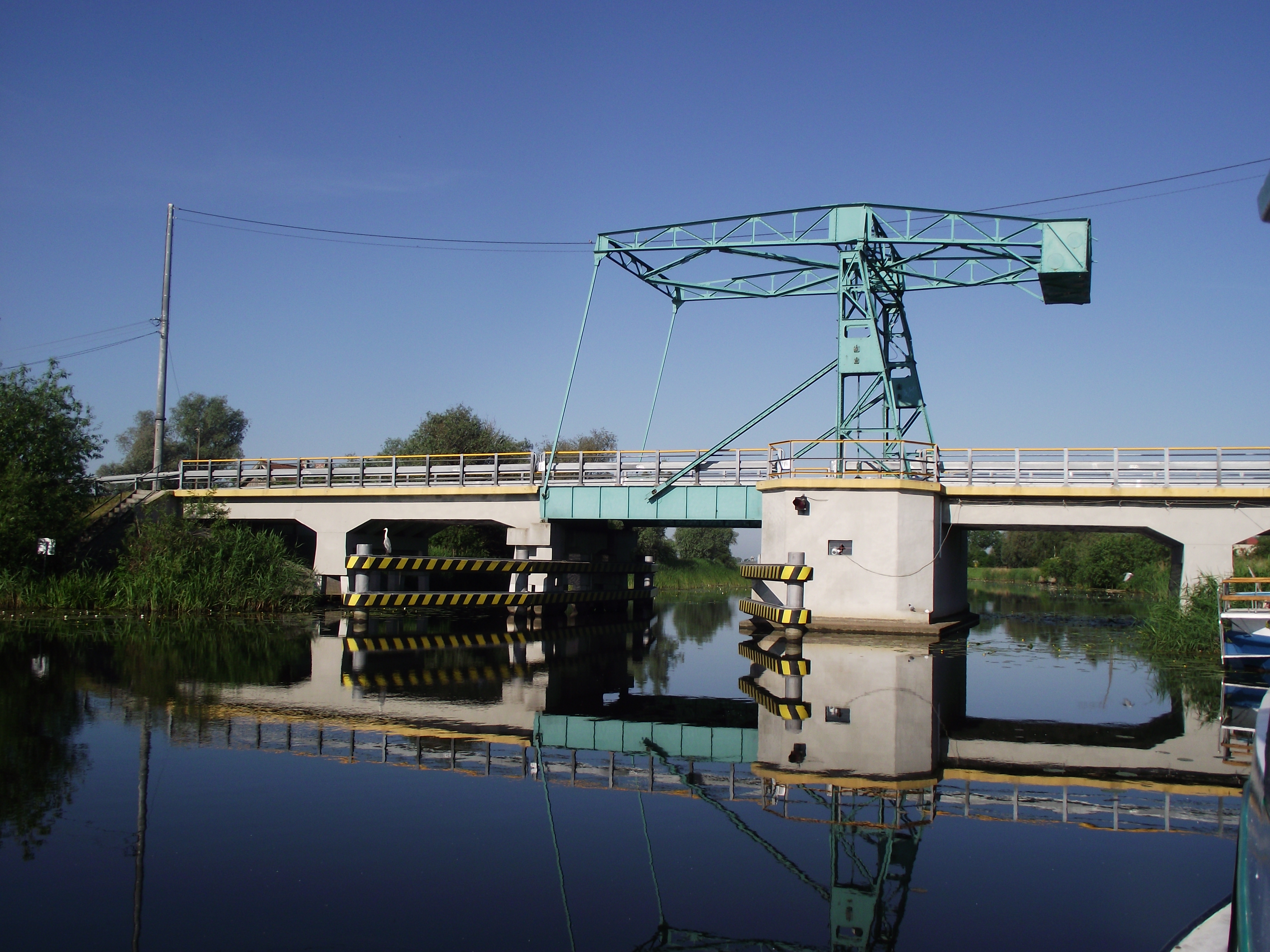
Most Czterech pancernych